# Revolución de 1934
La Revolución de 1934 o huelga general revolucionaria en España de 1934 —también conocida como Revolución de octubre de 1934— fue un movimiento huelguístico revolucionario que se produjo entre los días 5 y 19 de octubre de 1934 durante el segundo bienio de la Segunda República Española. Este movimiento estuvo organizado por el PSOE y la UGT, con Largo Caballero e Indalecio Prieto como principales responsables. Contó con la participación del minúsculo Partido Comunista de España (PCE) y, en Asturias, con la de la Confederación Nacional del Trabajo (CNT) y la Federación Anarquista Ibérica (FAI).
Los principales focos de la rebelión se produjeron en Cataluña y en Asturias, región en la que tuvieron lugar los sucesos más graves. También tuvo importancia en la ciudad industrial gallega de Ferrol (donde se registraron 4 muertos y un alto número de detenciones), en las cuencas mineras de Castilla la Vieja y de la Región de León y ciudades y villas de la provincia de Valladolid.
Según el historiador Julián Casanova, «nada sería igual después de octubre de 1934». Para Gabriele Ranzato con la Revolución de octubre de 1934 «la frágil democracia española sufrió un durísimo golpe. Y el aspecto más indicativo de su fragilidad es que quienes la agredieron, poniéndola en grave peligro, fueron en gran medida las mismas fuerzas políticas que habían contribuido a echar sus bases fundando la II República y dotándola de una Constitución que, a pesar de algunas limitaciones, podía representar una garantía de convivencia democrática», añadiendo que «[l]os principales protagonistas de aquel ataque a la democracia fueron los socialistas». Según Manuel Álvarez Tardío y Roberto Villa García, la Revolución de Octubre «envenenó» la vida política y empañó de incertidumbre al régimen de la Segunda República. Por su parte José Luis Martín Ramos ha advertido que «de no ser por el episodio de Asturias» la Revolución de Octubre de 1934 «habría pasado a la historia como un fiasco absoluto, semejante al de las repetidas insurrecciones anarquistas de años anteriores».
«Los acontecimientos que siguieron a la "revolución de octubre" privaron a posteriori de cualquier justificación, no solo los métodos a los que se había acudido para defender la República, sino también la exaltada convicción de que estaba en extremo peligro. Porque no solo la Constitución, sino también las instituciones y la praxis democrática quedaron esencialmente inalteradas. Hasta el punto de ofrecer, dentro de un plazo mucho más breve del que un régimen de excepción —más que posible en vista de lo ocurrido— habría permitido, la oportunidad a las fuerzas derrotadas en aquella circunstancia de volver al poder por la vía electoral».

## Antecedentes
Tras la celebración de las elecciones generales de noviembre de 1933, que supusieron un descalabro para las izquierdas, el líder del Partido Republicano Radical Alejandro Lerroux (que contaba con 102 diputados) recibió el encargo del presidente de la República Alcalá-Zamora de formar un gobierno «puramente republicano», pero para conseguir la confianza de las Cortes necesitaba el apoyo parlamentario de la CEDA (115 diputados), que quedó fuera del gabinete (siguió sin hacer una declaración pública de adhesión a la República), y de otros partidos de centro-derecha (los agrarios, 30 diputados, y los liberal-demócratas, 9 diputados, que entraron en el gobierno con un ministro cada uno). Como ha señalado Santos Juliá, «respaldado por su triunfo electoral, José María Gil Robles [líder de la CEDA] se dispuso a llevar a la práctica la táctica de tres fases enunciada dos años antes: prestar su apoyo a un gobierno presidido por Lerroux y dar luego un paso adelante exigiendo la entrada en el gobierno para recibir más tarde el encargo de presidirlo» y, una vez obtenida la presidencia, dar un «giro autoritario» a la República construyendo un régimen similar a las dictaduras corporativistas que acababan de instaurarse en Portugal (1932) y en Austria (1933). Ya durante la campaña electoral Gil Robles lo había dejado claro: «la democracia no es para nosotros un fin, sino un medio para ir a la conquista de un Estado nuevo. Llegado el momento, el Parlamento o se somete o lo hacemos desaparecer»; «vamos a hacer un ensayo, quizá el último, de la democracia. No nos interesa. Vamos al Parlamento para defender nuestros ideales; pero si el día de mañana el Parlamento está en contra de nuestros ideales, iremos en contra del Parlamento». Tras su triunfo en las elecciones lanzó la siguiente amenaza: «Hoy, facilitaré la formación de gobiernos de centro; mañana, cuando llegue el momento, reclamaré el poder, realizando la reforma constitucional. Si no nos entregan el poder, y los hechos demuestran que no caben evoluciones derechistas dentro de la República, ella pagará las consecuencias». El 19 de diciembre de 1933, Alejandro Lerroux presentó su Gobierno. Comenzaba así lo que Lerroux llamó «una República para todos los españoles».

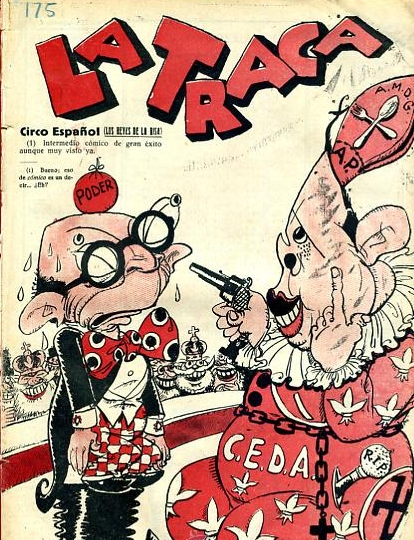
Caricatura del periódico satírico La Traca sobre la presión a la que se vio sometido el gobierno de Ricardo Samper (a la izquierda bajándose los pantalones) por el líder de la CEDA José María Gil Robles (a la derecha con una pistola en la mano, ceñido con un cíngulo de monje y tocado con una mitra que lleva las siglas A.M.D.G., lema de los jesuitas, y A.P., siglas de Acción Popular). El texto dice: "Circo Español (LOS REYES DE LA RISA). (1) Intermedio cómico de gran éxito aunque muy visto ya. (1) Bueno, eso de cómico es un decir... ¿Eh?". Al fondo monarcas coronados riéndose.

El apoyo de la CEDA al gobierno de Lerroux fue considerado por los monárquicos alfonsinos de Renovación Española y por los carlistas como una «traición», por lo que iniciaron los contactos con la Italia fascista de Mussolini para que les proporcionara dinero, armas y apoyo logístico para derribar a la República y restaurar la Monarquía. Por su parte, los republicanos de izquierda y los socialistas consideraron una «traición a la República» el pacto radical-cedista y los socialistas del PSOE y UGT acordaron que desencadenarían una revolución si la CEDA entraba en el gobierno, lo que era especialmente grave pues el PSOE era uno de los partidos que habían fundado la República y había gobernado durante el primer bienio. Así lo expresó en el mismo debate de investidura el portavoz del grupo parlamentario socialista Indalecio Prieto, tal como lo refleja el Diario de Sesiones del 20 de diciembre de 1933:

Decimos, Sr. Lerroux y Sres. Diputados, desde aquí, al país entero que públicamente contrae el Partido Socialista el compromiso de desencadenar, en ese caso, la revolución.)

En este marco, el nuevo gobierno empezó a gobernar con el decidido propósito de «rectificar» el curso emprendido por la República bajo el gobierno de las izquierdas del bienio anterior. La pretensión del gobierno de Lerroux era «moderar» las reformas del primer bienio, no de anularlas, con el objetivo de incorporar a la República a la derecha «accidentalista» (que no se proclamaba abiertamente monárquica, aunque sus simpatías estuvieran con la Monarquía, ni tampoco republicana) representada por la CEDA y el Partido Agrario. Lerroux pensaba que sería suficiente con una «rectificación» parcial de las reformas del primer bienio, manteniendo la fidelidad a los principios básicos proclamados el 14 de abril, pero pronto surgieron las tensiones porque la CEDA y sus aliados pretendían ir más lejos en la «rectificación».
Diego Martínez Barrio fue el ministro del gobierno de Lerroux que primero criticó la colaboración con la CEDA hasta que esta no se declarara republicana, y denunció la presión que esta ejercía, que inclinaba al gobierno a realizar una política cada vez más derechista. A finales de febrero de 1934 abandonó el gobierno, lo que obligó a Lerroux a formar un segundo gobierno el 3 de marzo. Con la salida de Martínez Barrio del gobierno Lerroux tuvo que ceder cada vez más a la presión de la CEDA, como se pudo comprobar con la crisis que se desató en abril con motivo de la aprobación de una ley de amnistía, que suponía la excarcelación de todos los implicados en el golpe de Estado de agosto de 1932, incluido el general Sanjurjo, y que terminó provocando la caída del gobierno. La solución a la crisis fue encontrar un nuevo dirigente radical que presidiera el gobierno: fue el valenciano Ricardo Samper, quien formó el tercer gobierno radical el 28 de abril de 1934. Se mantuvo en el poder hasta que, a principios de octubre, la CEDA exigió la entrada de tres ministros suyos en el gabinete. Uno de los argumentos utilizados fue la supuesta falta de carácter del gobierno de Samper para resolver el conflicto con la Generalidad de Cataluña con motivo de la aprobación por el parlamento catalán de la Ley de Contratos de Cultivo y la posterior declaración de inconstitucionalidad por el Tribunal de Garantías Constitucionales
Las presiones de la CEDA al gobierno Samper no se habían hecho solo desde el parlamento, sino también mediante demostraciones de fuerza como las dos multitudinarias concentraciones que celebró en El Escorial y en Covadonga, en las que aparecieron signos propios de la parafernalia fascista, como la exaltación de su líder José María Gil Robles —que acababa de asistir al Congreso del partido nazi en Núremberg— con los gritos de «¡Jefe, jefe, jefe!». No obstante, Gil Robles se expresaba siempre públicamente asegurando que la reforma constitucional se haría llegado el momento conquistando la opinión pública y ratificándola en las urnas. Paralelamente, una porción creciente de los socialistas no escondía estar preparándose para pronunciarse con las armas ante la probable llegada de los «fascistas» al poder. En agosto de 1934, sin que hubiera algún motivo especial que lo provocase, medios socialistas como Renovación invocaban la «revolución armada para la conquista del poder».

## Preparación del movimiento revolucionario

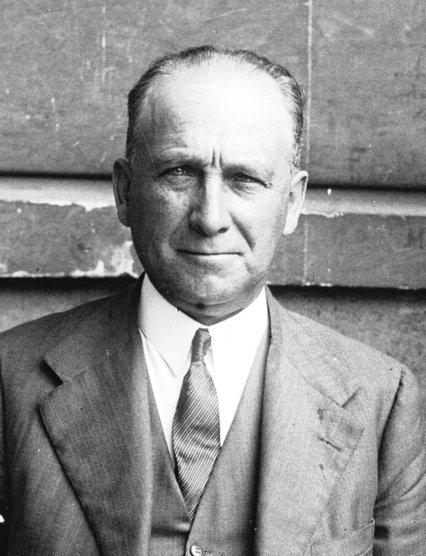
Francisco Largo Caballero

Los socialistas desde su expulsión del gobierno en septiembre de 1933 y la consiguiente ruptura con los republicanos, y especialmente tras el triunfo de las derechas en las elecciones de noviembre de 1933, abandonaron la “vía parlamentaria” para alcanzar el socialismo y optaron por la vía insurreccional. Para muchos socialistas la lucha legal, el reformismo y la República parlamentaria ya no servían, convirtiéndose la revolución social en su único objetivo. «El socialismo reformista está fracasado», afirmó Luis Araquistain, principal ideólogo del «socialismo revolucionario».
Ya durante la campaña electoral Francisco Largo Caballero, el líder socialista que encabezó el cambio de orientación, había advertido de que el reformismo democrático ya no servía a los socialistas:

No es suficiente para la emancipación de la clase trabajadora una república burguesa... Que conste bien: el Partido Socialista va a la conquista del poder, y va a la conquista, como digo, legalmente si puede ser. Nosotros deseamos que pueda ser legalmente, con arreglo a la Constitución, y, si no, como podamos. Y, cuando eso ocurra, se gobernará como las circunstancias y las condiciones del país lo permitan. Lo que yo confieso es que si se gana la batalla no será para entregar el poder al enemigo.

En enero de 1934, tras la derrota electoral, Largo Caballero dijo:

Nosotros fuimos a una revolución y el poder cayó en manos de los republicanos y hoy hay en el poder un Gobierno republicano y ya destruye lo que hicimos nosotros.

Más explícito fue Largo Caballero en un discurso pronunciado en Madrid ese mismo mes de enero:

Yo declaro que habría que ir a ello [armarse], y que la clase trabajadora no cumplirá con su deber si no se prepara para ello. [...] Hay que dejar grabado en la conciencia de la clase trabajadora que, para lograr el triunfo, es preciso luchar en las calles con la burguesía, sin lo cual no se podrá conquistar el poder.

Pero para que la vía insurreccional fuera "legítima", según los socialistas, debía mediar una "provocación reaccionaria", que enseguida relacionaron con la entrada de la CEDA en el gobierno. Ya al día siguiente de las elecciones Indalecio Prieto había dicho que si la CEDA ingresaba en el gobierno, «públicamente [contraía] el Partido Socialista el compromiso de desencadenar... la revolución». Este cambio de orientación coincidió con el fracaso de la insurrección anarquista de diciembre de 1933 que cerró el ciclo insurreccional de la CNT durante la Segunda República. «Justo cuando los anarquistas agotaban la vía insurreccional y aparecían en el seno del movimiento las críticas de esas acciones de "minoría audaces", los socialistas anunciaban la revolución».
Así pues, como ha señalado Santos Juliá, «los socialistas no pretendían con sus anuncios de revolución defender la legalidad republicana contra un ataque de la CEDA, sino responder a una supuesta provocación con objeto de avanzar hacia el socialismo. En parte por ese motivo y en parte porque nunca creyeron que el presidente de la República y el propio Partido Radical permitieran el acceso de la CEDA al gobierno, se comprometieron solemnemente, desde las Cortes y desde la prensa, a que en el caso de que éste se produjera, desencadenarían una revolución. Esa decisión se vio reforzada por el activismo de las juventudes socialistas y por los acontecimientos de febrero de 1934 en Austria, cuando el canciller socialcristiano [el equivalente de la CEDA española] Dollfuss aplastó una rebelión socialista bombardeando los barrios obreros de Viena, acontecimientos interpretados por los socialistas españoles como una advertencia de lo que podía esperarles en caso de que la CEDA llegara al gobierno».
Otros hechos que también influyeron en la radicalización socialista, según Julián Casanova, fueron la subida de Hitler al poder en Alemania en enero de 1933, la aparición de la violencia fascista de Falange Española (en enero de 1934 se produjo un asalto, en el que varios estudiantes fueron agredidos, a los locales en Madrid de la izquierdista Federación Universitaria Escolar, FUE, por una milicia falangista al mando de Matías Montero, que sería asesinado el 9 de febrero; el asesinato de la socialista Juanita Rico en julio por pistoleros falangistas), y la agresividad verbal de Gil Robles con continuas declaraciones contra la democracia y a favor del «concepto totalitario del Estado» y las demostraciones «fascistas» de las juventudes de la CEDA (las Juventudes de Acción Popular, JAP).
Gabriele Ranzato coincide con el análisis de Julián Casanova y destaca asimismo el papel desempeñado por la figura de Gil Robles en la decisión de los socialistas de preparar una insurrección revolucionaria. Lo que los socialistas temían de la CEDA no era solo su carácter ultraclerical sino sobre todo su inclinación hacia el fascismo, pues ya durante la campaña electoral Gil Robles lo había dejado claro: «la democracia no es para nosotros un fin, sino un medio para ir a la conquista de un Estado nuevo. Llegado el momento, el Parlamento o se somete o lo hacemos desaparecer». Poco antes, tras asistir como observador al Congreso de Núremberg del Partido nazi celebrado en septiembre de 1933, Gil Robles había manifestado que existían elementos comunes entre ese partido y la CEDA como «su raíz y su actuación eminentemente populares; su exaltación de los valores patrios; su neta significación antimarxista; su enemistad con la democracia liberal y parlamentaria» —aunque rechazaba la «estadolatría nazi»—. Los temores de los socialistas, alarmados tras el acceso de Hitler al poder en Alemania por métodos «legales», se acrecentaron cuando en febrero de 1934 se produjo el aplastamiento de los socialistas vieneses por el dictador socialcristiano Dollfuss. El diario El Socialista escribió el 14 de febrero: «El frente fascista se ha formado en Austria contra el proletariado bajo la dirección del clericalismo jesuítico, exactamente como se está formando en España con la participación de Gil Robles y con idénticos fines». Más tarde Largo Caballero justificó sus planes revolucionarios diciendo:

Nosotros no podemos olvidar el ejemplo de Alemania y cómo la parte del proletariado europeo más consciente, mejor preparada y capacitada ha sido destruida. Que la CEDA va a seguir el mismo procedimiento táctico que las derechas alemanas, es evidente. Y debemos adelantarnos a los acontecimientos... No tenemos más camino que el de la revolución, y nuestro deber es prepararla rápidamente, sin pérdida de tiempo, no sea que los acontecimientos nos sobrepasen y tengamos que lamentar toda nuestra vida una pasividad como la de Otto Bauer.

Al menos al principio, la huelga general revolucionaria proyectada por los socialistas también era una forma de «defensa de la legitimidad republicana frente a la legalidad detentada por el Gabinete radical-cedista [cuando éste se formara], de insurrección defensiva destinada tanto a proteger a las masas trabajadoras del fascismo como a corregir el rumbo de la República burguesa hacia la orientación revolucionaria a la que nunca había renunciado el movimiento obrero español». Sin embargo, al abandonar la «vía parlamentaria», «los socialistas demostraron idéntico repudio del sistema institucional representativo que habían practicado los anarquistas en los años anteriores».
El cambio de orientación política de los socialistas se produjo tras un intenso debate interno iniciado nada más conocerse la victoria de la derecha en las elecciones de noviembre. Desde el primer momento se configuraron dos posiciones antagónicas: la mantenida por Julián Besteiro, con el apoyo de Trifón Gómez y Andrés Saborit, partidario de seguir la vía parlamentaria con el objetivo de «defender la República y la democracia»; y la defendida por Largo Caballero, con el apoyo de Indalecio Prieto que hasta entonces había mantenido posiciones más moderadas, partidario del viraje revolucionario.
Con el propósito de que Julián Besteiro y sus seguidores aceptaran el abandono de la «vía parlamentaria», la dirección del PSOE presentó un «Proyecto de bases» con diez puntos redactado por Indalecio Prieto en representación de la ejecutiva, al que Besteiro respondió con la presentación de una «Propuesta de bases». En el primer documento predominaban las medidas revolucionarias (como la nacionalización de la tierra o la disolución del ejército, como paso previo a su reorganización democrática) frente a las medidas reformistas (en la administración, hacienda e industria, que no sería socializada aunque los trabajadores tendrían cierto grado de control sobre las empresas, junto con «medidas encaminadas a su mejoramiento moral y material»), mientras que el segundo documento lo que propugnaba era la continuidad de las reformas del primer bienio manteniendo el régimen constitucional republicano. Además los «caballeristas», por su parte, para aplicar el «Proyecto de bases», presentaron a debate cinco «puntos concretos de la acción a desarrollar», en el primero de los cuales se exponía la voluntad de organizar «un movimiento francamente revolucionario con toda la intensidad posible y utilizando todos los medios de que se pueda disponer». Durante los debates Besteiro dirigiéndose a Prieto le dijo: «El programa que tú describiste ayer [un plan de acción inmediato para asaltar el poder] me parece a mí de una temeridad tan grande que si logra el proletariado asaltar el poder en esas condiciones..., si puede sostenerse en el poder tendrá que hacer tales cosas que no creo yo que las pueda resistir el país. Eso para mí constituye una verdadera pesadilla y me parece una obsesión en los demás, funesta verdaderamente para la UGT, para el Partido Socialista y para todo nuestro movimiento».
Cuando el 27 de enero de 1934 el Comité Nacional de UGT votó abrumadoramente a favor del «Proyecto de bases», Besteiro no tuvo más remedio que dimitir de su cargo de secretario general de la UGT, siendo sustituido por Largo Caballero, que acumuló así la presidencia del partido y la secretaría general del sindicato. Fue el primer paso de la nueva estrategia revolucionaria. Así lo interpretó el propio Largo Caballero:

La suerte está echada, el Partido y la Unión General ya están de acuerdo en organizar un movimiento revolucionario con un programa concreto al objeto de salir al frente de manejos reaccionarios.

Por otro lado, Largo Caballero en los meses siguientes ignorará prácticamente el «Proyecto de bases» y se centrará en lo que él llamará el «programa sucinto» del movimiento revolucionario:

Con el poder político en las manos anularemos los privilegios capitalistas y antes que ninguno el derecho que les da explotar a los trabajadores. ¿Se quiere un programa más sucinto?

Nada más producirse la derrota de los moderados "besteiristas" se formó una Comisión Mixta (o «comisión de enlace») presidida por Largo Caballero e integrada por dos representantes del PSOE (Juan Simeón Vidarte y Enrique de Francisco), dos de la UGT (Pascual Tomás y José Díaz Alor) y dos de las Juventudes Socialistas (Carlos Hernández Zancajo y Santiago Carrillo), cuya misión era organizar la huelga general revolucionaria y el movimiento insurreccional armado. Inmediatamente la Comisión Mixta convocó en Madrid a delegaciones de las provincias que recibieron instrucciones de formar «comités revolucionarios» a nivel local coordinados por las «Juntas Provinciales», y a las que se les dijo que «el triunfo de la revolución descansará en la extensión que alcance y la violencia con que se produzca». Asimismo deberían constituirse, además de grupos de sabotaje de los servicios como electricidad, gas o teléfonos, milicias integradas por «los individuos más decididos» y que recibirían instrucción militar de los "jefes" a los que deberían obedecer. Sin embargo, la organización y el control del proceso conspirativo no corrió a cargo de la «comisión de enlace», que se limitó a ser un órgano coordinador, sino que «quedó en manos de las organizaciones locales y determinados cuadros individuales».
La Comisión Mixta encargó a Indalecio Prieto la preparación militar del movimiento, con el avituallamiento de armas y la captación de la oficialidad en los cuarteles como principales cometidos. «La reconocida capacidad de trabajo y, en especial, la tupida red de relaciones personales que su polifacética actividad —periodista, diputado, ministro— le había permitido urdir a Indalecio Prieto, le deparó cierto éxito inicial en la captación de recursos financieros y en la adquisición de armas». Pero la actividad de Prieto se saldó finalmente con un rotundo fracaso, pues ni consiguió atraer a la oficialidad del ejército a la insurrección, ni consiguió hacer llegar a los «comités revolucionarios» las armas adquiridas. Tres importantes depósitos de armas —los almacenados en la Casa del Pueblo de Madrid, en la Ciudad Universitaria y en Cuatro Caminos, también en la capital— fueron descubiertos por la policía y a mediados de septiembre de 1934 la Guardia Civil impidió el desembarco en Asturias del alijo de armas que transportaba el buque Turquesa. El buque, rebautizado Turquesa tras haber sido comprado al armador José León de Carranza, transportaba un importante lote de armas que había sido adquirido al Consorcio de Industrias Militares por el empresario Horacio Echevarrieta, amigo de Prieto, alegando que iban a ser exportadas a Abisinia. Hacia las nueve de la noche del 10 de septiembre llegó frente a las costas de San Esteban de Pravia y se consiguieron descargar unas ochenta cajas de armas y municiones que fueron llevadas a tres camionetas propiedad de la Diputación Provincial de Asturias, cuya presidencia detentaba un socialista. Dos de ellas consiguieron llevarse la mercancía pero la tercera no arrancó y fue sorprendida por los Carabineros. Prieto estuvo a punto de ser detenido. José Luis Martín Ramos concluye: «la preparación del levantamiento acumuló un desatino tras otro» y en su aspecto «militar» «resultó un mal sainete, con repetidas incautaciones por parte de la policía de las escasas partidas de armas que se conseguían, anécdotas de aficionados, caídas en las trampas de los estafadores y el episodio mayor del incidente del Turquesa en las playas de Asturias».
Tampoco la preparación política del levantamiento fue mejor, como puso de manifiesto que la FNTT de UGT convocara una huelga de jornaleros en junio de 1934 sin prever las consecuencias que esto tendría para la revolución que se estaba preparando. Sirvió para que el ministro de la Gobernación Salazar Alonso desencadenara una fuerte represión «que desarticuló el sindicalismo socialista campesino» por lo que «el campo no estaría al lado de la ciudad en el momento del movimiento revolucionario [y] las fuerzas de orden público tendrían un frente menos que atender». Los socialistas apoyaron la creación de Alianzas Obreras en las que se integraron pequeñas organizaciones proletarias, como Izquierda Comunista o el Bloque Obrero y Campesino, que eran las primeras que habían propuesto la idea de formar «alianzas antifascistas», pero no la CNT, y solo muy al final el reducido Partido Comunista de España, que hasta entonces las había combatido con dureza. Fue el único paso que dio Largo Caballero en busca de apoyos —en febrero de 1934 se entrevistó en Barcelona con Joaquín Maurín—, pero nunca contempló las Alianzas Obreras «como plataformas vertebradoras del movimiento revolucionario, sino simplemente como instancias de relación entre las organizaciones que pudieran facilitar el apoyo a la iniciativa socialista». Por otro lado, Largo Caballero nunca buscó el apoyo de los republicanos de izquierda. El caballerista Amaro del Rosal llegó a afirmar que «los republicanos producían ya aversión».
La ocasión para la insurrección se planteó a la vuelta de las vacaciones parlamentarias que finalizaban el 1 de octubre de 1934 cuando la CEDA hizo saber que retiraba su apoyo al gobierno de centro-derecha de Ricardo Samper y que exigía formar parte del gobierno. José María Gil Robles dijo que desde la constitución de la Cámara «nunca la mayoría de la misma se ha reflejado en la composición numérica del Gobierno y si la situación se prolonga más de lo conveniente, se falseará la esencia del régimen parlamentario y la misma base fundamental del Estado». Alcalá Zamora encargó la resolución de la crisis al líder del Partido Republicano Radical Alejandro Lerroux que accedió a la demanda cedista y formó el nuevo gobierno el 4 de octubre con la inclusión de tres ministros de la CEDA («Justicia, Agricultura y Trabajo fueron los ministerios otorgados por Lerroux a las derechas, ministerios desde los cuales resultaba evidente que no se podía atentar, aun habiéndolo querido, contra la seguridad del régimen»). Ese mismo día la Comisión Mixta socialista convocó la huelga general revolucionaria que se iniciaría a las 0 horas del día 5 de octubre. La CNT, que recientemente había protagonizado la insurrección anarquista de diciembre de 1933, se abstuvo de apoyar la convocatoria, salvo en Asturias..
Los partidos republicanos de izquierda manifestaron su rechazo a la entrada en el gobierno de ministros de la «accidentalista» CEDA («el hecho monstruoso de entregar el Gobierno de la República a sus enemigos es una traición», declaró Izquierda Republicana) y proclamaron que rompían «toda solidaridad con las instituciones actuales del régimen» (Izquierda Republicana aún fue más lejos pues afirmó «su decisión de acudir a todos los medios en defensa de la República»), pero no se sumaron a la insurrección socialista. También mostró su rechazo a la «política de entregar la República a sus enemigos» el Partido Republicano Conservador de Miguel Maura.

## Desarrollo de la huelga insurreccional

### La Revolución de Octubre en Madrid, Andalucía, Extremadura, La Mancha y Aragón
En Madrid, la UGT declaró la huelga general en la medianoche del 4 al 5 de octubre, que se prolongaría durante los ocho días siguientes con un alto índice de participación, a pesar de que la CNT no la apoyó. Sin embargo, la acción insurreccional fracasó, y las tímidas tentativas de asalto de la Presidencia del Gobierno y de los otros centros de poder, después de dos horas de disparos, fueron dominadas con relativa facilidad por el Gobierno de la República, que encarceló a los sublevados. El día 12 de octubre Madrid recobró la normalidad. La razón del fracaso de la insurrección en Madrid, además de la falta de preparación "militar" de la misma (tal vez confiando ingenuamente que los militares de la guarnición de Madrid se sumarían a la rebelión), fue la falta de una dirección que transformara la huelga general en un insurrección, a pesar de que el Comité Nacional Revolucionario socialista tenía su sede en Madrid. "La capital apareció como el lugar en el que los huelguistas fueron abandonados a su suerte sin que, a la postre, existiera un ejército insurreccional al que dirigir. Hubo, pues, obreros huelguistas y grupos de jóvenes muy activos, pero no movimiento insurreccional. Como ha señalado Santos Juliá, «los insurrectos no supieron qué hacer con sus pistolas y su ametralladoras y los huelguistas no supieron qué hacer con su huelga..., mientras los dirigentes volvían a casa a esperar pacientemente la llegada de la policía»".
En la "España latifundista", (Andalucía, Extremadura y La Mancha), los jornaleros, agotados por la violenta represión gubernamental con motivo de la huelga general de junio, difícilmente pudieron secundar la nueva huelga. Así que estas tres regiones fueron las grandes "ausentes" de la revolución de octubre, aunque en algunas pocas localidades sí se produjo algún conato insurreccional. Fue el caso del pueblo albaceteño de Villarrobledo (donde una columna de campesinos se apoderó del casino donde resistieron hasta que conocieron el fracaso de Madrid, por lo que su líder, el secretario del jurado mixto, se suicidó mientras sus compañeros entonaban La Internacional), o de Algeciras y Prado del Rey, en la provincia de Cádiz, La Carolina, Sabiote, Navas de San Juan, Marmolejo o Santo Tomé, entre otras, en la provincia de Jaén, y Teba, en la provincia de Málaga. En todos ellos hubo enfrentamientos con la Guardia Civil, asaltos a los ayuntamientos, incendios de los juzgados e iglesias.
En Aragón, la razón fundamental del fracaso fue la misma que la de Extremadura, Andalucía y La Mancha: la represión gubernamental de la huelga campesina de junio. Tampoco allí la CNT se sumó al movimiento agotada tras la última huelga general que había convocado en solitario en abril-mayo de 1934 y que había durando treinta y seis días, además de porque según la Federación Local de Sindicatos, que contaba con unos veinte mil afiliados, el proyecto socialista anteponía la conquista del poder a lucha contra el capitalismo y el fascismo. La convocatoria solo fue secundada por algunos sectores obreros socialistas de Zaragoza, donde la CNT era hegemónica, y en la cuenca minera de Teruel. Sin embargo, hubo algunos brotes insurreccionales en Mallén y Tarazona, localidades en las que el Ayuntamiento fue ocupado y la bandera roja fue izada en sus balcones y los cuartelillos de la Guardia Civil fueron asediados, y en la comarca de Cinco Villas, donde al gobierno le costó cuatro días acabar con la rebelión.

### La Revolución de Octubre en Navarra, La Rioja, Valencia, Baleares, Cantabria y Castilla y León

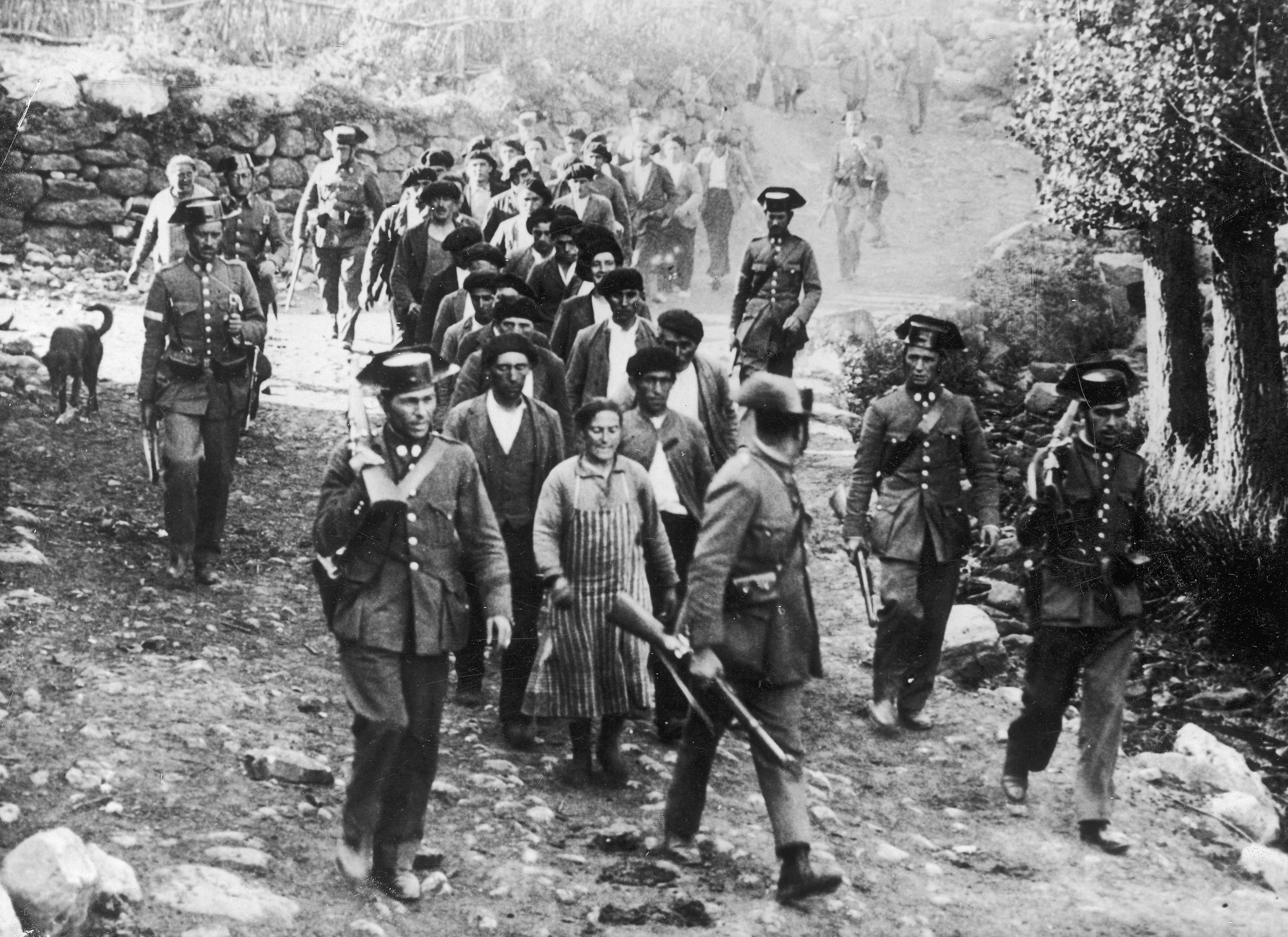
Una columna de Guardias Civiles con prisioneros en Brañosera (Palencia)

También fue determinante la represión de la huelga de junio en el fracaso de la insurrección en La Rioja, donde solo hubo un enfrentamiento violento con la Guardia Civil en Casalarreina y cierta agitación en Logroño, y en Navarra, donde la protesta se manifestó bajo formas arcaizantes, como la destrucción de maquinaria agrícola o el incendio de graneros, debido a que en esta región habían sido siete mil los campesinos detenidos o deportados. En las ciudades de Pamplona, Tafalla, Alsasua(donde se produjo la única víctima mortal de la provincia: el día 8 en un choque con la Guardia civil un huelguista resultó muerto) y Tudela hubo un cierto seguimiento de la huelga, acompañado del sabotaje a las vías férreas y tendidos eléctrico y telefónico.
En Valencia, donde en 1934 UGT había desbancado a la CNT como primera fuerza sindical, se declaró la huelga general en los núcleos urbanos más importantes, produciéndose enfrentamientos armados con las fuerzas de orden público sobre todo en el sur (Alicante, Elda, Novelda, Elche, Villena y otras localidades). En la ciudad de Valencia tuvieron especial protagonismo los obreros portuarios y en la cercana localidad de Alcudia de Carlet se llegó a proclamar el comunismo libertario.
En Baleares, por efecto inducido de la sublevación en Barcelona, hubo dos huelgas insurreccionales, en Lluchmayor y Manacor, donde, según un cronista contemporáneo de los sucesos, "se paró el 6 y el 7 de octubre, pero en vista de que en Palma el movimiento no prendía y de la influencia decisiva que, por otra parte, produjo la capitulación de Cataluña, se dio el domingo por la noche la consigna de volver al trabajo".
En Cantabria, la huelga insurreccional se desarrolló del día 5 al 16. Aunque hubo enfrentamientos con la Guardia Civil y los carabineros en el puerto de Santander y en la factoría de Nueva Montaña, el epicentro fue la zona industrial de Torrelavega y la cuenca del Besaya. Hubo enconados combates en Torrelavega, Corrales de Buelna y, especialmente, en Reinosa, ciudad donde el Gobierno empleó el ejército con fuerzas enviadas desde Burgos. La normalidad no volvió a Torrelavega hasta el día 18 y el balance final fue de once muertos en la región.
También hubo enfrentamientos armados en zonas mineras del norte de Castilla y León tanto en las de Palencia como en las de León. En Barruelo de Santullán, donde los mineros ocuparon el cuartel de la Guardia Civil, fue preciso utilizar la artillería para sofocar la rebelión. En Guardo, tras incendiar el cuartel de la Guardia Civil y ocupar el Ayuntamiento donde fueron encarcelados los guardias civiles y los directivos de las compañías mineras, se llegó a organizar una economía socialista en la que el comité revolucionario presidido por el alcalde suprimió el dinero y emitió vales en su lugar. El gobierno tuvo que recurrir de nuevo a la artillería, y también a la aviación, para acabar con la insurrección. El pueblo fue ocupado por el batallón ciclista de Palencia.
La insurrección en la zona minera de León estuvo vinculada a la Revolución de Asturias, donde el plan era, una vez dominados los cuarteles de la Guardia Civil y los Ayuntamientos, cercar la capital y ocuparla. Pero el proyecto fracasó porque los insurrectos asturianos no pudieron enviar refuerzos y por la decidida actuación del gobernador civil de León. Así que la revolución se intensificó a nivel local, donde en poblaciones como Villablino, Bembibre o Sabero se proclamó la "república socialista" y se implantó una embrionaria economía de guerra supeditada a las necesidades del "ejército revolucionario" que se organizó.
Fuera de las zonas mineras de Palencia y León, solo se registraron algunos enfrentamientos con la Guardia Civil en Medina del Campo, Medina de Rioseco y Tudela de Duero.

### La Revolución de Octubre en el País Vasco
Después de Asturias y de Cataluña, el lugar donde los acontecimientos de octubre de 1934 tuvieron mayor gravedad fue en el País Vasco. Allí, durante la semana que duró la huelga insurreccional (del 5 al 12 de octubre), hubo cuarenta víctimas mortales (la mayoría de ellas insurrectos), entre ellas, un personaje de la relevancia de Marcelino Oreja Elósegui, diputado por Vizcaya en 1931 y 1933 y destacado militante tradicionalista, cuyo asesinato acaecido en Mondragón conmocionó a todo el País Vasco. 
El valor que concedieron los socialistas al País Vasco para el triunfo de la revolución en toda España se explica por la importancia estratégica de la zona minera e industrial de Bilbao y de Éibar, el principal centro de fabricación de armas del país (con unas treinta fábricas, dos de ellas cooperativas socialistas), además del peso de Vizcaya al ser uno de los bastiones históricos del socialismo español y base política de Indalecio Prieto, uno de los líderes del movimiento insurreccional. Sin embargo, los socialistas no pudieron contar con el PNV, el primer partido vasco tras las elecciones de noviembre de 1933, ni con su sindicato Solidaridad de Obreros Vascos (SOV) porque se trataba de dos organizaciones católicas contrarias a la idea del socialismo. De ahí que, nada más iniciarse la insurrección, la dirección del PNV ordenó a sus afiliados que se “abstuvieran de participar en movimiento de ninguna clase y prestasen atención a las órdenes que, en caso preciso, serían dadas por las autoridades”.
Si bien en Álava la “huelga general revolucionaria” convocada por los socialistas tuvo un escaso seguimiento, en Vizcaya y en Guipúzcoa sí que se produjo una huelga insurreccional que duró entre los días 5 y 12 de octubre, y en algunos puntos, como la zona minera de Vizcaya, el conflicto se prolongó hasta el lunes 15 de octubre.
La intervención de la Guardia Civil, de la Guardia de Asalto y del Ejército sofocó la revolución con un saldo de al menos cuarenta muertos, entre ellos, algunos dirigentes locales carlistas de Éibar y Mondragón y el diputado tradicionalista Marcelino Oreja Elósegui, muertos por los izquierdistas, y varios huelguistas, muertos en los enfrentamientos armados.

### Proclamación del Estado Federado Catalán
En Barcelona, el Gobierno de la Generalidad de Cataluña presidido por Lluís Companys, de Esquerra Republicana de Catalunya (ERC), proclama «el Estado Catalán de la República Federal Española» en la noche del 6 de octubre:

Catalanes: Las fuerzas monarquizantes y fascistas que de un tiempo a esta parte pretenden traicionar a la República han logrado su objetivo y han asaltado el poder. Los partidos y los hombres que han hecho públicas manifestaciones contra las menguadas libertades de nuestra tierra, los núcleos políticos que predican constantemente el odio y la guerra a Cataluña, constituyen hoy el soporte de las actuales instituciones [...]. Todas las fuerzas auténticamente republicanas de España y los sectores sociales avanzados, sin distinción ni excepción, se han levantado en armas contra la audaz tentativa fascista. [...] En esta hora solemne, en nombre del pueblo y del parlamento, el Gobierno que presido asume todas las facultades del poder en Cataluña, proclama el Estado Catalán de la República Federal Española y, al establecer y fortificar la relación con los dirigentes de la protesta general contra el fascismo, les invita a establecer en Cataluña el gobierno provisional de la República, que hallará en nuestro pueblo catalán el más generoso impulso de fraternidad en el común anhelo de edificar una República Federal libre y magnífica. [...] Cataluña enarbola su bandera y llama a todos al cumplimiento del deber y a la obediencia absoluta al Gobierno de la Generalidad, que, desde este momento, rompe toda relación con las instituciones falseadas.

Este hecho provocó la proclamación a las pocas horas del estado de guerra, publicado en el diario oficial del ministerio de la guerra, y la intervención del ejército, mandado por el general Domingo Batet, que dominó rápidamente la situación después de algunos enfrentamientos armados —en los que murieron unas cuarenta personas—, de la detención de Companys y de la huida a Francia de Josep Dencàs, conseller de Orden Público. La autonomía catalana fue suspendida por el Gobierno que también designó un Consell de la Generalitat con el que sustituyó la Generalidad de Cataluña y en el que participaron diferentes dirigentes de la Liga Regionalista y el Partido Republicano Radical. También se detuvo a Manuel Azaña, quien se encontraba casualmente en Barcelona para asistir a los funerales del que fuera ministro de su gabinete Jaume Carner.

### Revolución de Asturias
En Asturias la CNT mantenía una postura más proclive a la formación de alianzas obreras que en otras zonas de España. De esta manera esta organización y la UGT habían firmado en marzo un pacto con el que estuvo de acuerdo la FSA, federación del PSOE en Asturias, fraguando la alianza obrera plasmada en la UHP surgida el mes anterior. A La UHP se le irían uniendo otras organizaciones obreras como el BOC, la Izquierda Comunista y finalmente el PCE.
Los mineros disponían de armas y dinamita y la revolución estaba muy bien organizada. Se proclama en Gijón la República Socialista Asturiana y se ataca a los puestos de la Guardia Civil, las iglesias, los ayuntamientos, etc., estando a los tres días casi toda Asturias en manos de los mineros, incluidas las fábricas de armas de Trubia y La Vega. A los diez días, unos 30 000 trabajadores forman el Ejército Rojo Asturiano. Hubo actos de pillaje y violencia no achacables a la organización revolucionaria. Pero la represión fue muy dura donde los revolucionarios encontraron resistencia. Desde el gobierno consideran que la revuelta es una guerra civil en toda regla, aún desconociendo que los mineros empiezan a considerar en Mieres la posibilidad de una marcha sobre Madrid.
El gobierno adopta una serie de medidas enérgicas. Ante la petición de Gil-Robles comunicando a Lerroux que no se fía del jefe de Estado Mayor, general Masquelet, los generales Goded y Franco (que tenía experiencia al haber participado en la represión de la huelga general de 1917 en Asturias) son llamados para que dirijan la represión de la rebelión desde el Estado Mayor en Madrid. Estos recomiendan que se traigan tropas de la Legión y de Regulares desde Marruecos. El gobierno acepta su propuesta y el radical Diego Hidalgo, ministro de la Guerra, justifica formalmente el empleo de estas fuerzas mercenarias, en el hecho de que le preocupaba la alternativa de que jóvenes reclutas peninsulares murieran en el enfrentamiento, por lo que la solución adoptada le parece muy aceptable.
Durante la revolución de 1934 la ciudad de Oviedo quedó asolada en buena parte, resultan incendiados, entre otros edificios, el de la Universidad, cuya biblioteca guardaba fondos bibliográficos de extraordinario valor que no se pudieron recuperar, o el teatro Campoamor. También fue dinamitada La Cámara Santa en la Catedral, donde desaparecieron importantes reliquias llevadas a Oviedo, cuando era corte, desde el sur de España.

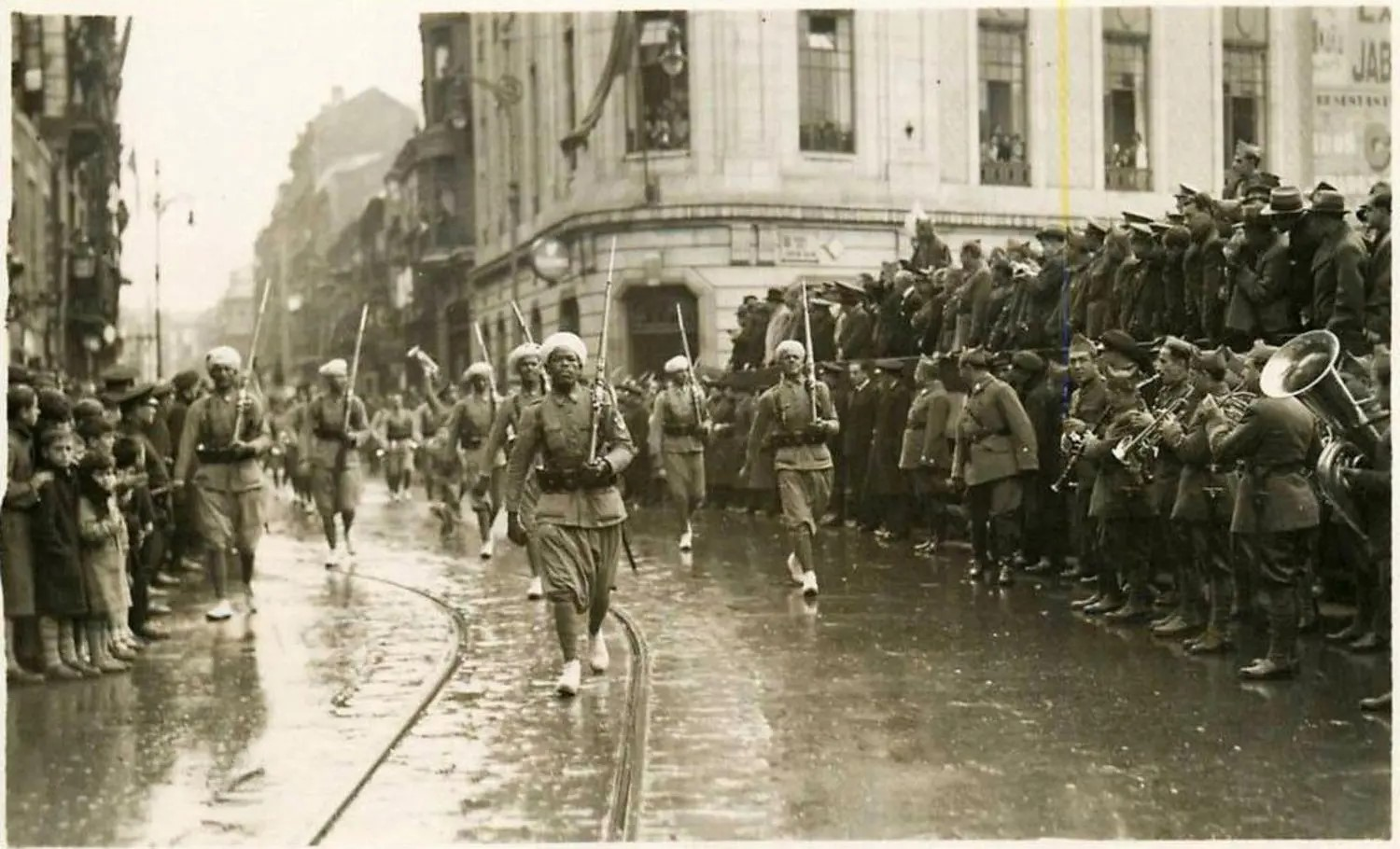
Tropas norteafricanas desfilan en la calle Corrida de Gijón tras aplastar la revolución.

El general Eduardo López Ochoa, comandando las fuerzas militares gubernamentales, se dirigió a apoyar a las tropas sitiadas en Oviedo, y el coronel Juan Yagüe con sus legionarios y con apoyo de la aviación. La represión posterior fue muy dura. Se llevó a cabo por mercenarios cuyo mérito fue el haber sido despiadados sin límite contra los rifeños. Usaron los mismos métodos de represión contra obreros insurrectos que contra los aguerridos y agresivos guerrrilleros del Rif. Murieron más de 1000 obreros, otros dos mil fueron heridos y otros tantos miles encarcelados. El desafío no era pequeño pero la respuesta fue absolutamente desmedida y muchos historiadores lo consideran el punto de inflexión. Después de los miles de muertos de Asturias la vía parlamentaria lo tendría mucho más difícil.[cita requerida]
En La Felguera, lugar de Langreo, y en el barrio de El Llano de Gijón se llegaron a dar breves experiencias de comunismo libertario:

En la barriada de El Llano se procedió a regularizar la vida de acuerdo con los postulados de la CNT: socialización de la riqueza, abolición de la autoridad y el capitalismo. Fue una breve experiencia llena de interés, ya que los revolucionarios no dominaron la ciudad. [...] Se siguió un procedimiento parecido al de Langreo. Para la organización del consumo se creó un Comité de Abastos, con delegados por calles, establecidos en las tiendas de comestibles, que controlaban el número de vecinos de cada calle y procedían a la distribución de los alimentos. Este control por calle permitía establecer con facilidad la cantidad de pan y de otros productos que se necesitaban. El Comité de Abastos llevaba el control general de las existencias disponibles, particularmente de la harina.
Manuel Villar. El anarquismo en la insurrección de Asturias: la CNT y la FAI en octubre de 1934

En la cuenca minera palentina también se produjeron graves sucesos. El 5 de octubre los mineros de Barruelo de Santullán se levantaron en armas y se hicieron con el control del pueblo, ocasionando la muerte de un teniente coronel y dos números de la Guardia Civil, además del director del colegio marista. En estos enfrentamientos murieron también el alcalde socialista y cuatro mineros. En Guardo, los mineros tomaron al asalto y prendieron fuego al cuartel de la Guardia Civil; durante los enfrentamientos, perdió la vida un agente. La llegada del ejército ocasionó la huida a los montes de los revolucionarios, que posteriormente se fueron rindiendo y entregando a las autoridades. En el resto de España, hubo algunos incidentes reprimidos rápidamente por las fuerzas del orden republicanas.
Se estima que, en los quince días de revolución, hubo en toda España entre 1500 y 2000 muertos (aunque algunos autores hablan de 1000 y hasta 4000) de los que unos 320 eran guardias civiles, soldados, guardias de asalto y carabineros; y unos 35 sacerdotes. La ciudad de Oviedo quedó prácticamente destruida y se estima que en toda España fueron detenidas y sometidas a juicio entre 15 000 y 30 000 personas por participar en la revolución. Los datos son difíciles de comprobar debido a la fuerte censura que se aplicó.
En 1937 el ministro de la Guerra Diego Hidalgo Durán, responsable de la represión, confía su opinión a un periodista estadounidense corresponsal de guerra para la agencia Associated Press:

Sé cómo debe de sentirse un criminal acosado —me dijo, sonriendo desmayadamente—. Pero no soy un criminal; sólo cumplí mi deber como ministro de la Guerra cuando ordené que el ejército atacase a los extremistas de izquierdas. ¿Desde cuándo el cumplimiento del deber es un crimen? Si tuviera que enfrentarme de nuevo con la misma situación, no dudaría en comportarme igual que entonces, aún sabiendo lo que me esperaba.
Edward Knoblaugh. Última hora: guerra en España

## Consecuencias

### Balance de víctimas

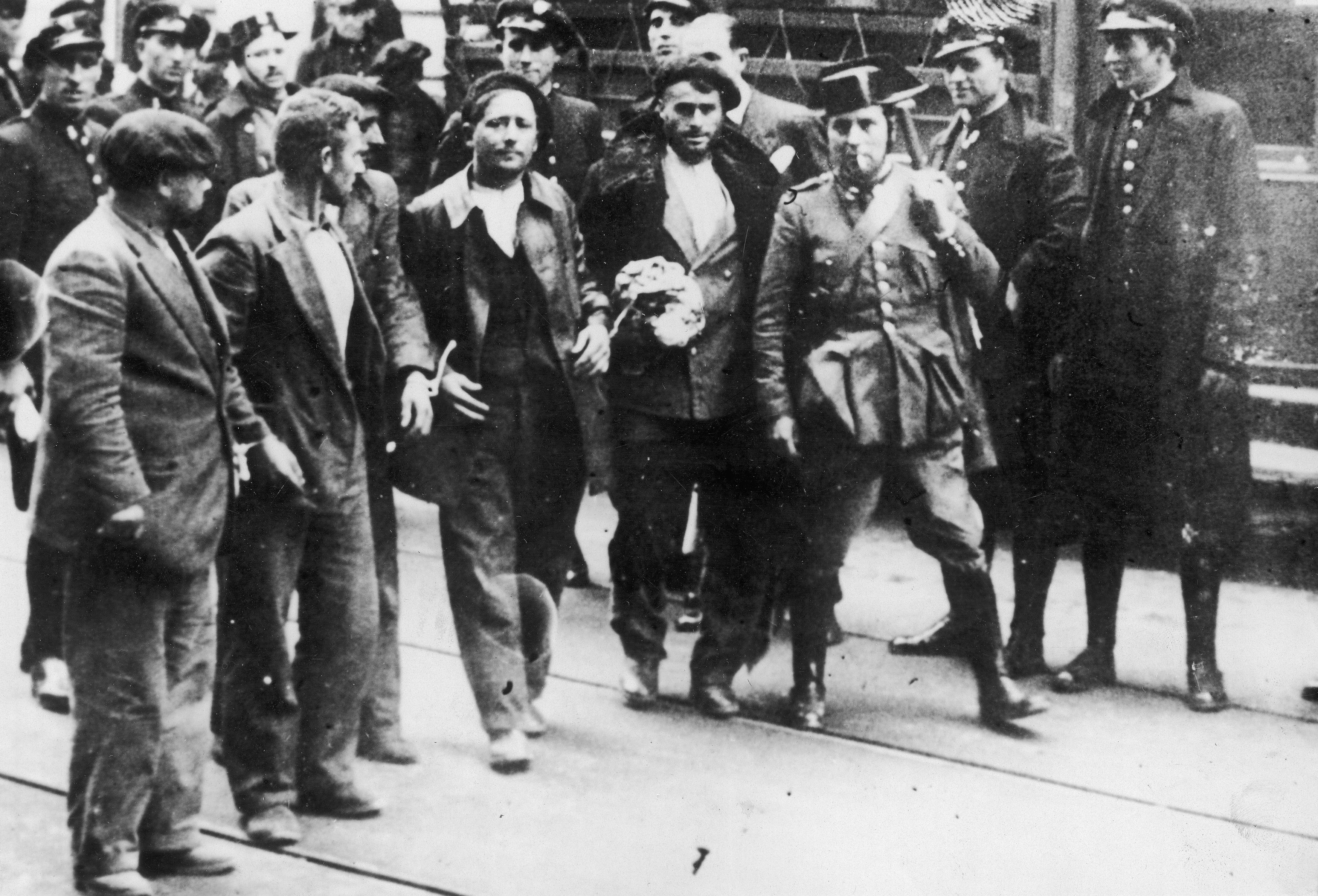
Trabajadores arrestados por la Guardia Civil y la Guardia de Asalto durante la revolución de Asturias (1934)

Según las cifras oficiales dadas por la Dirección General de Seguridad a principios de 1935 el número total de víctimas fue de 1335 muertos y 2951 heridos. Los fallecidos se distribuían así: 1051 paisanos, 100 guardias civiles, 19 miembros de las fuerzas de seguridad y vigilancia, 51 guardias de Asalto, 16 Carabineros y 98 militares. Los estudios posteriores han aumentado solo ligeramente las cifras oficiales. Refiriéndose exclusivamente a la Revolución de Asturias, el historiador Julián Casanova estima que durante los combates que siguieron al levantamiento armado murieron 1100 personas entre las que apoyaron la insurrección, además de unos 2000 heridos, y hubo unos 300 muertos entre las fuerzas de seguridad y el ejército; 34 sacerdotes y religiosos fueron asesinados. Casanova coincide casi completamente con la cifras dadas hace tiempo por Hugh Thomas que situó el número de víctimas mortales durante la Revolución de Asturias entre 1500 y 2000 personas, de las que unas 320 corresponderían a las fuerzas de seguridad y al Ejército. Un estudio publicado en 1972 por el Servicio Histórico de la Guardia Civil sobre el número de víctimas entre las fuerzas de seguridad en toda España coincidía con la estimación de Thomas para Asturias pues cifraba el número de muertos en 321 (284 según el informe oficial de la DGS de 1935). Los distribuía así: 111 de la Guardia Civil (100 en el informe de 1935); Ejército, 129 (98 en el informe de 1935); Carabineros, 11 (16 en el informe de 1935); Cuerpo de Seguridad y Asalto, 70 (la misma cifra que la del informe de 1935).

### La interpretación de las derechas de la «Revolución de Octubre»
En la descripción de los hechos de octubre, especialmente los acaecidos en Asturias, los partidos y los diarios de la derecha (como ABC, portavoz de la derecha monárquica de Renovación Española; o El Debate, vinculado a la derecha católica «accidentalista» de la CEDA) tendieron a utilizar esquemas «mítico-simbólicos» al calificar a los revolucionarios como «fieras», como seres no humanos cuyo único instinto es solo matar y destruir, por lo que su destino final es estar muertos o presos. Esta expresión fue utilizada incluso por el diario liberal El Sol, que pedía clemencia para aquellos que hubieran actuado como hombres, y «para las fieras capaces de hechos monstruosos que ni un degenerado es capaz de imaginar El Sol no pide sino castigo tremendo, implacable, definitivo». Honorio Maura Gamazo en el diario ABC del 16 de octubre calificaba a los insurrectos asturianos como «escoria», «podredumbre» y «basura» y se refería a «esas mujeres y esos niños degollados y ultrajados bárbaramente por unos chacales repugnantes que no merecen ser ni españoles ni seres humanos».
En cuanto a los hechos, especialmente los de Asturias, la derecha los vio como mero afán de destruir, especialmente lo más santo de la tradición española, su religión y su cultura —en alusión a la Catedral de Oviedo y a la Universidad—, y finalmente España misma. ABC en sus ediciones de los días 10 y 17 de octubre los calificó como una «empresa brutal, sanguinaria y devastadora», cuyos autores estaban poseídos de «instintos viles del más repugnante materialismo», y fueron autores de «vandálicos delitos» que constituyen una «macabra explosión marxista».
El elemento esencial sobre el que giró la percepción derechista de la "Revolución de Octubre" fue el considerarla como obra de la “Anti-España”, de la “Anti-Patria”, en una visión «mítico-simbólica» en la que se identifica el Bien con la Patria, España, contra la que lucha el Mal, la Anti-Patria o Anti-España, definiendo a la Patria desde un punto de vista esencialista como algo ajeno a la voluntad de los ciudadanos e identificándola, claro está, con los valores y las ideas de la derecha. «Quién define la voluntad de la Patria, a través de qué órgano se expresa su deseo y se hace oír su voz, es algo que no se plantea: se da por supuesto que esa voluntad no es otra que la perenne España tradicional, la misionera, conquistadora, unitaria y tridentina» y así «se expulsa de ella física, metafórica, política o jurídicamente, según los casos, a quienes no la sirven ni le son fieles porque no asumen ni practican su sistema de valores. De ahí se viene a producir la identificación final entre la Patria y la Derecha».
La concepción de «la Patria» que tenían las derechas la expresó muy bien Calvo Sotelo en el discurso pronunciado en las Cortes el 6 de noviembre cuando definió a la «Patria» como «algo más que un territorio, algo más que una comunidad idiomática»; ese algo más era un «acervo moral de tradiciones, de instituciones, de principios y de esencias». Así, los sucesos revolucionarios los entendía como un «agravio inferido a España», como una «traición a la Patria», jaleada por la «hedionda prensa de la Anti-Patria». Al vencer a la revolución «España se recobró a sí misma».
Esta idea de España se concretaba en la relación de la Patria con el Ejército, como lo expresó también Calvo Sotelo en el mismo discurso:

Es preciso, en una palabra, que consideremos que el Ejército es el mismo honor de España. El señor Azaña decía que el Ejército no es más que el brazo armado de la Patria. Falso, absurdo, sofístico: el Ejército se ha visto ahora que es mucho más que el brazo de la Patria; no diré que sea el cerebro, porque no debe serlo, pero es mucho más que el brazo, es la columna vertebral, y si se quiebra, si se dobla, si cruje, se quiebra, se dobla o cruje con él España

Honorio Maura escribió «Hoy en día, España entera está de uniforme» (ABC, 16 de octubre) y Ramiro de Maeztu, el mismo día también en ABC:

El Ejército nos salva siempre, porque es la unidad en torno a una bandera, porque es la jerarquía, porque es la disciplina, porque es el poder en su manifestación más eminente. En resumen, porque es la civilización… Porque el Ejército es España, quiere destruirlo la revolución.

En cambio la acción represiva de las tropas que sofocaron la sublevación es apenas mencionada. Las destrucciones en «Asturias, la mártir», y sobre todo en «Oviedo, la mártir» se atribuían exclusivamente a los revolucionarios.
Por último la derecha antirrepublicana aprovechó la insurrección de las izquierdas para incitar a una «revolución auténtica y salvadora para España», pues la revolución «rojo-separatista» de octubre, como la llamaron, fue la comprobación de que la «revolución antiespañola» estaba en marcha y de que solo podía ser vencida por la fuerza. Honorio Maura escribió en ABC el 20 de octubre:

La revolución auténtica y salvadora para España... la buena, la santa, la definitiva, la que puede devolver a España días de paz, de gloria y de prosperidad... ha empezado. Y hay que continuarla y llegar hasta el fin. Hay que barrer todo lo que sea antipatria, extranjerismo, doctrina exótica (...). Nosotros somos nosotros (...) De cruces y espadas está hecho nuestro pasado, y en la cruz y las espadas tiene que cimentarse nuestro porvenir. Es nuestro destino español.

El 6 de noviembre Calvo Sotelo concretó la propuesta en un discurso en las Cortes:

[La] desaparición del sistema democrático, sustituido por una dictadura cívico-militar..., una profunda reforma de la representación política, de la quedarían excluidas las opciones de izquierda y centro, hasta alcanzar un modelo de sufragio corporativo. Y finalmente, culminando la transición, la convocatoria de un referéndum popular que confirmase la instauración de la monarquía neotradicionalista y del Estado Nuevo totalitario.

En conclusión, como ha señalado el historiador Julio Gil Pecharromán, «Octubre reafirmó en la derecha, y especialmente en los monárquicos, la convicción de que si el Estado había reaccionado esta vez a tiempo, no había sido por la eficacia de las instituciones políticas [democráticas republicanas], sino por la determinación de las Fuerzas Armadas de actuar rápida y contundentemente. El Ejército —columna vertebral de la Patria, le llamó entonces José Calvo Sotelo— constituía así la última garantía, la reserva de las fuerzas tradicionales frente al cambio revolucionario, que el régimen parlamentario parecía incapaz de conjurar». Una valoración que comparte en gran medida Gabriele Ranzato que considera que los sucesos de Asturias fueron «no solo una anticipación, sino también una importante premisa de la futura guerra civil». «Aquel fulminante ensayo de revolución, breve pero extraordinariamente cruento, siguió obsesionando, con todas sus imágenes de atrocidades, verdaderas o inventadas, a todos los que, por posición económica y social, convicciones políticas y sentimientos religiosos, podían temer ser víctimas de su réplica», concluye Ranzato.

### La reacción del Gobierno y la presión de las derechas: la represión
El gobierno radical-cedista de Alejandro Lerroux se vio fuertemente presionado por las derechas que exigían que se impusiera un duro castigo a los insurrectos y que se actuara para que no tuvieran una segunda oportunidad. El 8 de octubre el dirigente de Renovación Española José Calvo Sotelo publicó un artículo en el periódico La Época en el que decía que una vez dominada la revolución «sólo falta una cosa: que el Gobierno sepa aprovechar la victoria lograda por los elementos armados del país». «¡Por Dios, empiece de una vez la hora de la decisión! El país exige bisturí, poda, cirugía implacable. Si no la hubiere, los que ahora resultasen encubridores de la última intentona, podrían ser motejados de autores inconscientes de la venidera. Y España demanda duro castigo para la última, a fin de que en mucho tiempo no vuelvan a resonar en nuestro suelo esas plantas venenosas y fratricidas que tanta sangre ha hecho correr ya...».
El 9 de octubre tuvo lugar una sesión de las Cortes a la que no asistieron ni los diputados socialistas ni los republicanos de izquierda —dos días antes se había acabado con la rebelión de la Generalidad catalana y en Asturias, el único foco insurreccional que aún resistía, habían comenzado a desembarcar las tropas del Ejército de África enviadas para aplastar la revolución—. En cuanto hizo su entrada el Gobierno en el hemiciclo fue recibido con una clamorosa ovación y con gritos de «¡Viva España!» por parte de los diputados presentes puestos en pie, excepto los del Partido Nacionalista Vasco que permanecieron sentados. Esta actitud les fue recriminada por Calvo Sotelo, quien se abalanzó sobre el líder vasco José Antonio Aguirre propinándole dos bofetadas como «respuesta» a la actitud «agresiva» que mostró cuando el líder monárquico le afeó que no hubiera gritado «¡Viva España!». Al día siguiente, el diario ABC publicó que en el Parlamento «estuvo todo el espíritu español» (no le pareció destacable que solo habían asistido a la sesión el centro-derecha y las derechas).
Durante la revolución y en los días siguiente se hicieron unos treinta mil prisioneros en toda España. Las cuencas mineras asturianas fueron sometidas a una durísima represión militar, primero (hubo ejecuciones sumarias de presuntos insurrectos), y de la guardia civil, después, encabezada esta última por el comandante Lisardo Doval. Hubo torturas a los detenidos a causa de las cuales murieron varios de ellos. Asimismo fueron arrestados numerosos dirigentes de izquierdas, entre ellos el comité revolucionario socialista encabezado por Francisco Largo Caballero. «Sin necesidad de ser el baño de sangre invocado por algunos, la represión fue suficiente para desarbolar a toda la oposición, la que había participado en la rebelión y la que no, con sus espacios de reunión clausurados o bajo control, sus líderes huidos, procesados o en una clandestinidad defensiva».
La prensa de derechas —especialmente el diario monárquico ABC y el católico «accidentalista» El Debate— desplegó una intensa campaña alentando el endurecimiento de la represión y exigiendo represalias especialmente por el asesinato a manos de los insurrectos asturianos de 34 religiosos y de varios guardias civiles y de paisanos de ideología conservadora. El líder de centro-derecha Melquiades Álvarez llegó pedir que se siguiera la política de Adolphe Thiers en la represión de la Comuna de París durante la cual miles de communnards fueron fusilados. Lo mismo hizo el líder de la extrema derecha José Calvo Sotelo que en un discurso en las Cortes afirmó que «los 40 000 fusilamientos de la Comuna aseguraron sesenta años de paz social».
El entusiasta apoyo inicial de las derechas al Gobierno cambió radicalmente por la cuestión de las penas de muerte. A los insurrectos se les aplicó la jurisdicción militar y los consejos de guerra actuaron inmediatamente dictando numerosas penas de muerte. El 18 de octubre el Gobierno, en una reunión encabezada por el propio presidente de la República Niceto Alcalá-Zamora, discutió la pena de muerte del comandante Enrique Pérez Farrás. Alcalá Zamora, en contra del parecer de algunos ministros, se opuso a la confirmación de la pena alegando que así se le convertiría en un «mártir» y recordando que los condenados a muerte por el golpe de Estado de agosto de 1932 no solo no habían sido ejecutados sino que habían sido amnistiados veinte meses después. Los tres ministros de la CEDA presentaron la dimisión en desacuerdo con la posición del presidente de la República, pero Gil Robles los convenció para que no lo hicieran pues temía que Alcalá Zamora convocara nuevas elecciones si el Gobierno no se mantenía. Finalmente el 5 de noviembre Alejandro Lerroux comunicó a la salida del Consejo de Ministros que de las 23 penas de muerte llegadas hasta entonces se había propuesto al Presidente de la República la conmutación de 21. Cinco días antes el presidente de la República Niceto Alcalá-Zamora había logrado que Lerroux refrendara la conmutación de la casi totalidad de las penas de muerte por cadena perpetua, a pesar de la fuerte oposición de la CEDA (Gil Robles llegó a sondear la posibilidad de una solución de fuerza» por parte del ejército para restaurar la «legalidad violada por el presidente» de la República») y del partido de Melquiades Álvarez.
El mismo día 5 de noviembre en que se comunicó la conmutación de las 21 penas de muerte hubo sesión en las Cortes. Intervino el presidente de la monárquica Renovación Española Antonio Goicoechea para oponerse a ellas y para reprocharle al presidente del Gobierno que hubiera dilapidado el «voto de confianza espontáneo, desinteresado, entusiasta» que se le había dado en la sesión del 9 de octubre. Al día siguiente fue el turno de José Calvo Sotelo. Tras achacar el movimiento revolucionario, ya definitivamente sofocado, al «fermento separatista» y al «fermento comunista», el líder de las derechas antirrepublicanas criticó la actuación del general López Ochoa por haber pactado la rendición de los mineros asturianos, pues consideraba inaceptable que se hubiera llegado a un acuerdo «entre el representante del Poder público y una facción que había cometido los crímenes más villanos que registra la historia de todos los países». A continuación exigió al Gobierno que actuara con «energía», «que nunca será cruel si la ampara la ley», «para superar, para arrasar, para aplastar» y así impedir «otra ola criminal semejante». Después criticó duramente a los socialistas por intentar «establecer una dictadura», que estaba basada en la idea de la lucha de clases. «La lucha de clases, Sres. Diputados, es la pedagogía del odio» y los «obreros aristócratas» de Asturias («se ha declarado la revolución social precisamente en una provincia donde los proletarios disfrutaban un standard de vida privilegiado y podían ser considerados como los aristócratas del proletariado español») «se lanzan a esa aventura porque les han emborrachado, les han envenenado con el virus de la lucha de clases». Propuso entonces «suprimir» la lucha de clases lo que ningún Estado Liberal podría lograr pues solo se conseguiría «subordinando la libertad a la Patria»: «yo digo que no sirve de nada el concepto clásico, antañón, fofo y arcaico de la libertad que está plasmado en vuestra Constitución». A continuación afirmó que «esta República» «ha sido salvada ahora por unos cuantos generales, jefes, oficiales y soldados», lo que demostraba «que el Ejército es el mismo honor de España» y «que es mucho más que el brazo de la Patria... es la columna vertebral, y si se quiebra, si se dobla, si cruje, se quiebra, se dobla o cruje España». Terminó refiriéndose a los indultos afirmando «que indultando a Pérez Farrás habéis cometido un crimen al ejecutar a esos dos desgraciados» («dos desventurados delincuentes comunes») y ofreciéndose para iniciar el procedimiento de destitución del presidente de la República, por haber «infringido la Constitución» y haber «pisoteado el espíritu representado por esta Cámara».
Las duras críticas vertidas contra el anterior presidente del gobierno Ricardo Samper (al que Calvo Sotelo hizo responsable político de la revolución por «la blandura inconcebible, por la debilidad inconmensurable con que actuó al frente de los destinos del país») y contra el ministro de la Guerra Diego Hidalgo (al que Calvo Sotelo acusó de propagar la «literatura comunista y marxista» a través de la editorial Zenit, de la que era supuestamente accionista) surtieron efecto y ambos se vieron obligados a dimitir el 16 de noviembre de sus respectivos ministerios en el Gobierno de Lerroux.
Los siguientes en ser procesados fueron el presidente de la Generalidad Catalana Lluís Companys y el resto de «consellers» que fueron condenados a 30 años de cárcel cada uno por «rebelión militar». En cuanto a los revolucionarios de Asturias se dictaron 17 sentencias de muerte, de las que solo se cumplieron dos (un sargento del ejército que se había pasado al lado de los insurrectos y un obrero acusado de varios asesinatos). Precisamente la conmutación de la pena de muerte a dos de los dirigentes socialistas de la «Revolución de Asturias», Ramón González Peña y Teodomiro Menéndez el 29 de marzo de 1935 provocó una grave crisis en el seno del gobierno pues los tres ministros de la CEDA, el agrario y el liberal-demócrata votaron en contra, y presentaron su dimisión.
Pero el gobierno no se planteó en ningún momento amnistiar a los miles de detenidos encarcelados, muchos de los cuales habían sido condenados por el mero hecho de haber secundado la huelga pero sin haber participado en la insurrección armada. Por otro lado muchos intelectuales, como Miguel de Unamuno, denunciaron las violencias y las torturas que habían sufrido los prisioneros, alcanzando una amplia repercusión en la prensa internacional. Aunque «quizá lo que más impactó a la opinión pública fue la persecución a la que fue sometido Azaña».

#### El proceso a Manuel Azaña
El martes 9 de octubre, mientras en Madrid las derechas aclamaban en las Cortes al gobierno de Lerroux con gritos de «¡Viva España!», la policía detenía en Barcelona al expresidente del Gobierno Manuel Azaña, que al día siguiente era internado en el barco prisión «Ciudad de Cádiz» anclado en el puerto de Barcelona. Allí prestó su primera declaración ante el general Sebastián Pozas que quedó convencido de que Azaña no había participado en la rebelión de la Generalidad de Cataluña. A pesar de ello el presidente del Gobierno Lerroux, eufórico, afirmó ese mismo día 10 ante la prensa que se había intervenido a Azaña «una documentación muy extensa e interesante, la documentación de un hombre político que va a realizar una empresa tan importante como la que llevaba a Azaña a Barcelona» (lo que resultó completamente falso). El día 13 de octubre el fiscal general de la República presentó ante el Tribunal Supremo, que era el órgano competente para juzgar a un diputado como Azaña, una querella por delito de rebelión y pidió que se solicitara el suplicatorio a las Cortes para poder ser juzgado. El 31 de octubre se trasladó a Azaña a los buques de guerra «Alcalá Galiano», primero, y al «Sánchez Barcáiztegui» después, donde fue atendido con mayor consideración. Allí recibió cada día cientos de cartas y de telegramas de solidaridad y apoyo.
Mientras estuvo prisionero, un importante grupo de intelectuales dirigió una carta abierta al Gobierno el 14 de noviembre denunciando la «persecución» de que es objeto Azaña, pero la censura impidió que la carta apareciera en los periódicos. Era la primera vez que de forma pública se calificaba de «persecución» la acción emprendida contra Azaña. Firmaban la carta «A la opinión pública» entre otros Azorín, Luis Bagaria, José Bergamín, Alejandro Casona, Américo Castro, Antonio Espina, Oscar Esplá, León Felipe, García Mercadal, Juan Ramón Jiménez, Gregorio Marañón, Isabel de Palencia, Valle-Inclán y Luis de Zulueta. El diario católico «accidentalista» El Debate definió a los firmantes como «esa intelectualidad falsa y sin contenido español».
El 28 de noviembre las Cortes concedieron el suplicatorio por 172 votos (radicales, cedistas, agrarios y monárquicos) contra 20 (con los socialistas y la izquierda republicana ausentes). Pero un mes después, el 24 de diciembre, el Tribunal Supremo desestimó por falta de pruebas la querella y ordenó la inmediata puesta en libertad de Azaña. El 28 de diciembre Azaña recobró la libertad, tras una detención dudosamente legal que había durado noventa días. «Azaña, perseguido, se elevaba a figura simbólica de los oprimidos, adquiriendo una popularidad que nunca había tenido hasta entonces».

#### La reacción de la Unión Militar Española (UME)
La primera octavilla de la Unión Militar Española (UME) que se distribuyó entre los militares españoles estuvo dedicada precisamente a la «Revolución de Octubre». En ella la UME atribuía la derrota de la revolución a «un puñado de jefes, oficiales, suboficiales y soldados españoles que tuvo el heroísmo de unirse y dar la batalla a la otra parte antiespañola del Ejército, complicada criminalmente en el atentado contra la Patria» y que estaba integrada por «masones comprometidos». Ese «puñado de jefes, oficiales, suboficiales y soldados españoles» constituía el «auténtico Ejército español», «¡el Ejército español que salvó a España de la Revolución comunista y masónica de octubre!», mientras el Estado estaba «en manos de cobardes y traidores». Ese «auténtico Ejército español» encarnaba la «España eterna» frente a la «eterna Anti-España». La UME denunciaba que España era objeto del «apetito de extranjeros y de sectas insaciables, vengativas», un «Enemigo» que «promueve el separatismo, promueve los nacionalismos regionales, y la ruina del Sentimiento Religioso y la ruina de la Familia española y del Capital y del Trabajo, y el desprecio a la lengua española, y el desprestigio y la cizaña de nuestras fuerzas armadas y de todo cuanto en España haya significado y signifique UNIDAD, UNIÓN». Ese «implacable Enemigo» fue derrotado por el Ejército en octubre pero «busca la revancha», «prepara un nuevo ataque», «filtrado en los más altos poderes de la república, en los más decisivos resortes del mando y de propaganda». «¡Ya veis españoles, como no se fusila a ningún culpable auténtico de crimen contra la Patria! Ni a Pérez Farrás, ni a Largo, ni a Prieto, ni a Azaña, ni a Teodomiro, ni a Peña. ¡Solo al pobrecito revolucionario engañado, indefenso y anónimo!». La octavilla acababa haciendo un llamamiento a «¡Un Ejército sin traidores! ¡Un Ejército de heroicos e inolvidables españoles!».

### La interpretación de las izquierdas de la «Revolución de Octubre»
Las izquierdas republicanas y socialistas no condenaron la insurrección, sino que la justificaron alegando que se había permitido la llegada de «los enemigos de la República» al Gobierno. Esto fue motivo suficiente para provocar una enorme polarización ideológica en las elecciones posteriores de febrero de 1936 y sirvió como pretexto para las izquierdas para deslegitimar cualquier opción de centrar la República y atraer a una parte de la derecha católica al sistema, que pudiera asentar el régimen en el futuro. Tampoco fue interpretada la revolución como un fracaso o una equivocación que mereciera autocrítica o corrección, sino que la reivindicaron como un acto de legítima defensa.
La Revolución fue considerada por muchos proletarios como una empresa «heroica» convertida en mito «gracias al apéndice sacrificial de la dura y larga represión», lo que «continuaría alimentando esperanzas de redención y espíritu de venganza». Después de la guerra civil, ya en el exilio, el propio Indalecio Prieto reconoció que la revolución solo había servido para «hacer más profundo el abismo político que dividía a España». En un discurso pronunciado en la Ciudad de México en 1942 Prieto dijo lo siguiente:

Me declaro culpable ante mi conciencia, ante el Partido Socialista y ante España entera, de mi participación de aquel movimiento revolucionario. Lo declaro como culpa, como pecado, no como gloria. Estoy exento de responsabilidad en la génesis de aquel movimiento, pero la tengo plena en su preparación y desarrollo.

## Debates historiográficos

### La relación de la Revolución de 1934 con la guerra civil
La historiografía ha debatido mucho sobre estos sucesos. Algunos autores señalan la importancia de estos hechos en la posterior guerra civil española de 1936. Sin embargo, la historiografía más reciente ha tendido a descartar que la "Revolución de Octubre" pueda ser considerada como el "preludio" o la "primera batalla" de la guerra civil. Este es el punto de vista, por ejemplo, de Julián Casanova: «Plantear que con la insurrección de octubre se rompió cualquier posibilidad de convivencia constitucional en España, 'preludio' o 'primera batalla' de la guerra civil, es situar una insurrección obrera, derrotada y reprimida por el orden republicano, en el mismo plano que una sublevación militar ejecutada por las fuerzas armadas del Estado. La República siempre reprimió las insurrecciones e impuso el orden legítimo frente a ellas. Tanto anarquistas como socialistas abandonaron después de octubre de 1934 la vía insurreccional y las posibilidades de volver a intentarlo en 1936 eran prácticamente nulas, con sus organizaciones escindidas y muy debilitadas»-
El historiador estadounidense Gabriel Jackson, en su obra titulada La República española y la guerra civil (1931-1939), publicada en 1965, defiende que estos sucesos aumentaron los odios y la polarización a dos bandas de la política española entre «revolucionarios» y «conservadores», tensiones que acabarían llevándose por delante a los republicanos que intentaban mantener la legalidad de la Segunda República Española. Hugh Thomas tiene una opinión parecida (libro primero, capítulo 10).
El también estadounidense Stanley G. Payne, desmiente esta versión en varias de sus obras, señalando que los llamados «republicanos» —encarnados no ya en el Partido Republicano Radical de Alejandro Lerroux sino en la coalición Izquierda Republicana de Manuel Azaña— podrían haber sido responsables de la desaparición de la II República Española por haber colaborado, según Payne sin apenas reservas, con las facciones más «extremistas», numerosas y «revolucionarias» de la época —representadas en un sector del PSOE— permitiéndoles todo tipo de «desmanes» a pesar de su colaboración probada en la Revolución de Octubre.
Muchos autores han sido los que han disertado, desde muy diversas posturas políticas, sobre octubre de 1934 y sus consecuencias: así Joaquín Arrarás, Juan A. Sánchez García-Saúco, Ricardo de la Cierva, Ángel Palomino, Paul Preston, Manuel Tuñón de Lara, y un largo etcétera, moviéndose desde una reacción espontánea de las masas trabajadoras y revolucionarias en contra de la inminente llegada al poder del conservadurismo, representado en la Confederación Española de Derechas Autónomas (CEDA), liderada por José María Gil-Robles, ganador por mayoría simple en las elecciones anticipadas de 1933. Paul Preston, ha criticado la siguiente conclusión: «Puesto que en las últimas elecciones de noviembre de 1933 la CEDA había surgido como el partido más numeroso representado en las Cortes, estos sucesos se han interpretado como un rechazo deliberado de las reglas de convivencia democrática por parte de las izquierdas. Según esta interpretación, el extremo egoísta de la izquierda, que intentaba alcanzar por la violencia lo que les había sido negado por el voto, haría que la derecha perdiera toda fe en las posibilidades de la legalidad y se vieran obligados a defender sus intereses por otros medios».
El historiador Santos Juliá manifiesta textualmente:

A partir de la segunda vuelta electoral, que confirmó el triunfo del Partido Radical y de la CEDA, los socialistas anunciaron, como en los viejos tiempos de Pablo Iglesias, que irían a la revolución si a ella eran provocados por la derecha. Y a una provocación debió de creer Prieto que se enfrentaba cuando, en el debate sobre la declaración ministerial, Gil Robles prometió su apoyo al Partido Radical y reclamó el derecho a gobernar "cuando el instante llegue". (...) La derrota de la República y la implacable represión que se abatió sobre quienes habían tomado las armas en su defensa puso fin, entre los socialistas, a una tradición que tenía la revolución como una inevitable necesidad histórica para la que era preciso preparar a la clase obrera. Los dirigentes más destacados de la revolución de Octubre, uno de ellos presidente del Consejo y otro ministro de la República en guerra, no sólo no volvieron a pensar en las armas para recuperar el poder sino que confesaron su culpa por haber tomado parte en aquellos hechos. Ese fue el caso, sobre todo, de Indalecio Prieto, muy activo entre los exiliados de México, cuando en 1942 se declaró culpable ante su "conciencia, ante el Partido Socialista y ante España entera de (su) participación en aquel movimiento revolucionario.

### El alcance de la represión
Se ha debatido también sobre si la represión fue «dura» o «débil». Stanley G. Payne ha afirmado que la represión llevada a cabo por la República fue «débil e inconsistente». «Inicialmente, fue rigurosa en la cuenca minera, pero, a la larga, no castigó a los culpables con severidad». En realidad, según Payne, fue «tan leve» «que no tenía precedentes históricos» pues «no podía compararse, ni por asomo, con las prácticas mucho más brutales que, en circunstancias similares, habían usado otros países, incluso los democráticos». Payne recuerda, entre otras, la represión de la Comuna de París, «ahogada en sangre». Así, según Payne, «el aspecto más notable de la represión llevada a cabo en 1934-1935 fue su carácter relativamente indulgente». «Cientos de revolucionarios fueron sometidos a consejos de guerra, pero solo dos fueron ejecutados, y estaba claro que uno de ellos era culpable de múltiples asesinatos, mientras que el otro era un soldado amotinado... Además, el insurreccional PSOE no fue ilegalizado, algunas de sus sedes siguieron abiertas y la gran mayoría de sus afiliados nunca fueron detenidos. [...] En poco más de un año los mismos revolucionarios pudieron participar de nuevo en unas elecciones democráticas que les ofrecieron la oportunidad de acceder legalmente al poder que acababan de intentar tomar por la fuerza. Todo esto no puede calificarse de dura represión y, desde luego, no es la represión que describe la propaganda izquierdista». Payne concluye: «tanta indulgencia no benefició a la democracia liberal y puede que precipitara su final, envalentonando a los revolucionarios»
Una posición parecida pero más matizada es la que sostiene Fernando del Rey Reguillo al referirse en concreto a la suspensión de los ayuntamientos de izquierda:

Después de la insurrección capitaneada por el socialismo en aquel otoño [de 1934], la izquierda fue barrida de los ayuntamientos, pero hay que resaltar el detalle no baladí de que eso tuvo lugar tras una intentona armada lanzada contra un Gobierno democrático legítimamente constituido, a pesar de lo cual, a los pocos meses, buena parte de los individuos implicados en el golpe de fuerza gozaban de plena libertad de movimientos y sus organizaciones no habían sido ilegalizadas.

### Las razones del fracaso de la «Revolución de Octubre»
El historiador Santos Juliá sintetizó así las razones del fracaso de la Revolución de Octubre:

Una revolución a fecha fija, pendiente de una provocación que el adversario podía administrar a su gusto y desligada de la anterior movilización obrera y campesina, basada en una deplorable organización armada, sin objetivos políticos precisos, con la abstención de un numeroso sector de la clase obrera sindicalmente organizada, proyectada como mezcla de conspiración de militares supuestamente adictos y de huelga general del gran día, frente a un Estado que mantenía intacta su capacidad de respuesta, no tenía ninguna posibilidad de prosperar.

Esta valoración es compartida por diversos historiadores como José Luis Martín Ramos o Gabriele Ranzato. Martín Ramos coincide en señalar como causas del fracaso «la ausencia de una dirección política central, las deficiencias en la preparación política y militar, la carencia de un plan insurreccional explícito —que no podía confundirse con las lecturas de los manuales de técnicas insurreccionales—, la publicidad dada a la decisión insurreccional, la muy escasa discreción con que se actuó [y] el desaliño organizativo». Martín Ramos apunta como principal responsable al propio Largo Caballero por dejar «la mayor carga de responsabilidad a las organizaciones locales», por «su impericia combinada con el afán de controlarlo todo, sin poderlo», por «su confusión entre liderazgo y función dirigente» y por el «reduccionismo del movimiento insurreccional a la movilización de las organizaciones propias». Según Martín Ramos, la actuación de Largo Caballero en última instancia se explica porque se vio atrapado en el «oxímoron que había formulado, el de una "revolución defensiva", sin estar convencido realmente de que ni los socialistas ni el movimiento obrero estuvieran todavía capacitados para una "revolución ofensiva"».
Por su parte Ranzato, destaca que los socialistas habían amenazado «con hacer la revolución si la CEDA entraba en el gobierno, con la idea de que esto bastaba para impedirlo. Muchos testimonios indican que tal era la convicción de los principales líderes del PSOE. Quedaron así atrapados en su misma amenaza y se vieron obligados a actuar cuando los adversarios, puestos en alerta, ya estaban preparados para sofocar sus tentativas. Su ruinoso fracaso era, entonces, inevitable...».